# Piperia transversa
Piperia transversa es una especie de orquídea terrestre perteneciente a la familia Orchidaceae. Son nativas de California en los Estados Unidos.

## Nombre común
- Inglés:

## Sinonimia
- Platanthera transversa (Suksd.) R.M. Bateman (2003)